# Жуков, Пётр Сергеевич
Пётр Сергеевич Жуков (1921—1967) — Гвардии майор Рабоче-крестьянской Красной Армии, участник Великой Отечественной войны, Герой Советского Союза (1945).

## Биография
Пётр Жуков родился 22 января 1921 года в деревне Микуличи (ныне — Брагинский район Гомельской области Белоруссии). Окончил девять классов школы. В 1940 году Жуков был призван на службу в Рабоче-крестьянскую Красную Армию. В 1941 году он окончил Киевское пехотное училище. С июня того же года — на фронтах Великой Отечественной войны. К июню 1944 года гвардии майор Пётр Жуков командовал батальоном 164-го гвардейского стрелкового полка 55-й гвардейской стрелковой дивизии 28-й армии 1-го Белорусского фронта. Отличился во время освобождения Гомельской области Белорусской ССР.
25 июня 1944 года батальон Жукова прорвал немецкую оборону в районе деревни Пружинищи Октябрьского района и занял вторую линию обороны противника, отрезав ему пути отхода. 26 июня батальон освободил деревню Любань, а затем, переправившись через Птичь, захватил плацдарм на её западном берегу.
Указом Президиума Верховного Совета СССР от 24 марта 1945 года гвардии майор Пётр Жуков был удостоен высокого звания Героя Советского Союза с вручением ордена Ленина и медали «Золотая Звезда».
После окончания войны Жуков продолжил службу в Советской Армии. В 1953 году он был уволен в запас, жил в Мозыре и работал инструктором Полесского областного комитета ДОСААФ, затем находился на хозяйственной работе. Скончался 22 декабря 1967 года, похоронен в родной деревне.

## Награды
- Медаль «Золотая Звезда» Героя Советского Союза
- Орден Ленина
- Орден Красного Знамени
- Орден Суворова III степени
- Орден Александра Невского
- Два ордена Отечественной войны I степени
- Орден Отечественной войны II степени
- Орден Красной Звезды
- Медаль «За оборону Кавказа»
- Медаль «За взятие Кёнигсберга»
- Медаль «За взятие Берлина»
- Медаль «За победу над Германией в Великой Отечественной войне 1941—1945 гг.»
- Юбилейная медаль «Двадцать лет Победы в Великой Отечественной войне 1941—1945 гг.»

## Память
- В честь П. С. Жукова названа улица в Брагине, средняя школа в Микуличах, улица в деревне Любань Октябрьского района.
- Установлена стела, посвящённая П. С. Жукову, на Аллее в Брагине
- В 2016 году в Мозыре установлена мемориальная доска в честь Героя Советского Союза П. С. Жукова[1][2]